# 勒西菲角
勒西菲角（南非語：Kaap Recife；葡萄牙語：Cabo de Recife）地處非洲東南端，其位於南非吉科巴哈以南15公里處。勒西菲角位置在阿爾哥亞灣的南端，是納爾遜·曼德拉灣大都會自治市的一部分。
勒西菲角受到衝浪客和潛水者的歡迎。溫暖的阿古拉斯洋流流過勒西菲角。
1973年，總面積達366公頃的勒西菲角自然保護區宣布成立。